# Maison au 2, rue Birris à Westhoffen
La maison au 2, rue Birris est un monument historique situé à Westhoffen, dans le département français du Bas-Rhin.

## Localisation
Ce bâtiment est situé au 2, (anciennement 97 et 107) rue Birris à Westhoffen.

## Historique
L'édifice fait l'objet d'une inscription au titre des monuments historiques depuis 1931.

## Architecture

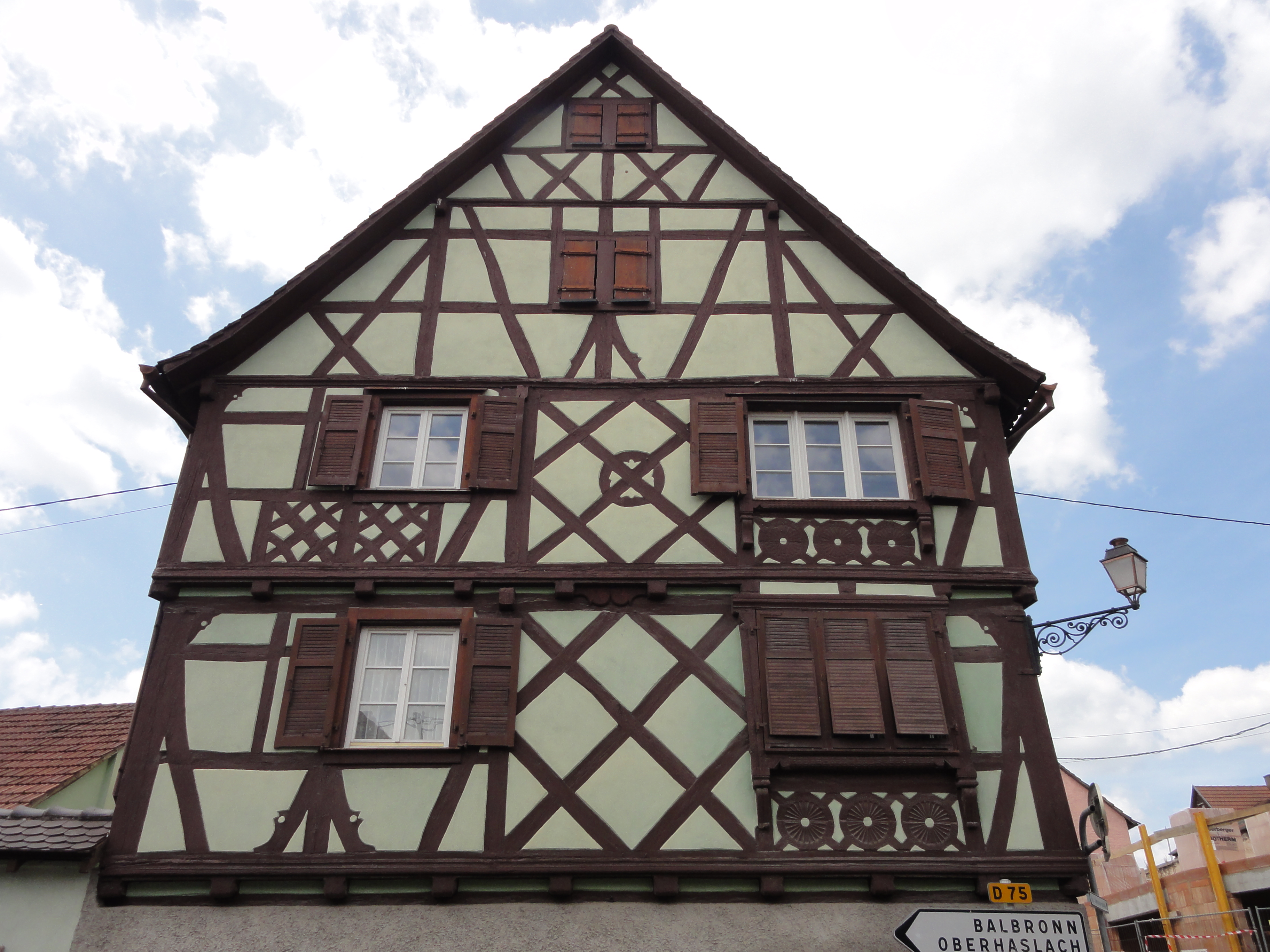
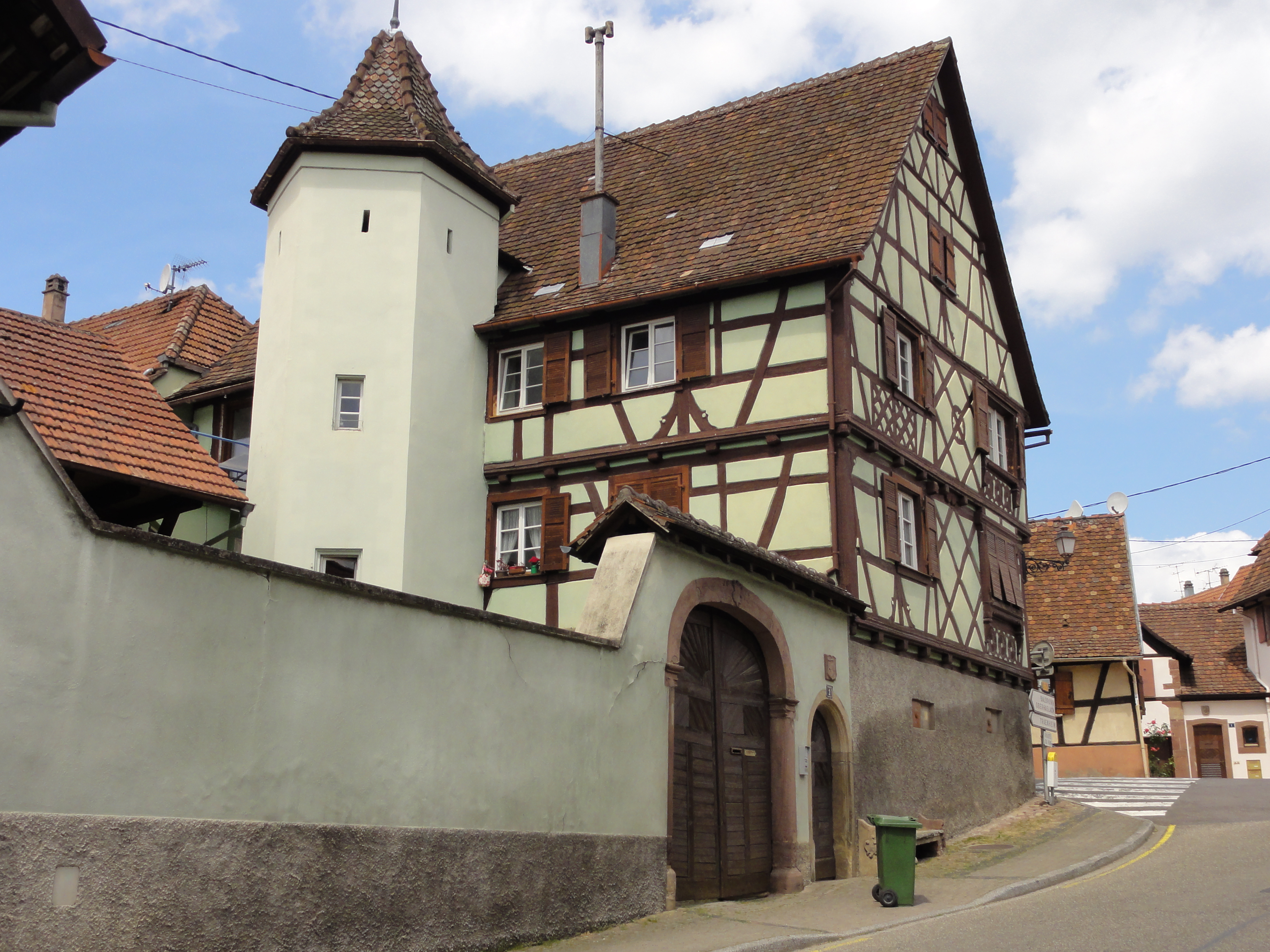